# Christopher Newman
Christopher Newman (ur. 17 lutego 1940 w Nowym Jorku, zm. 3 lutego 2025) – amerykański inżynier dźwięku.

## Życiorys
Christopher Newman zdobył trzy Oscary za zgranie dźwięków do filmów. Został nominowany do kolejnych pięciu Oscarów.

## Filmografia
Wygrana
- 1973: Egzorcysta (film)
- 1984: Amadeusz (film)
- 1996: Angielski pacjent (film)

Nominacja
- 1971: Francuski łącznik
- 1972: Ojciec chrzestny (film)
- 1980: Sława (film)
- 1985: Chór
- 1991: Milczenie owiec (film)